# 自然精靈星
自然精靈星（410 Chloris）是一顆圍繞太陽公轉的小行星。1896年1月7日，奥古斯特·沙卢瓦在尼斯描述了此天體。
該小行星以希腊神话中的春天、花卉和自然精靈克洛里斯命名。